# Fly (Dixie Chicks)
Fly è il quinto album in studio del gruppo musicale country statunitense Dixie Chicks, pubblicato il 31 agosto 1999 dalla Monument.

## Premi
Il disco ha ricevuto, nell'ambito dei Grammy Awards 2000, due riconoscimenti (su 4 nomination): miglior album country (il primo per il gruppo dopo le altre vittorie con i dischi successivi) e miglior interpretazione country vocale di un gruppo/duo per Ready to Run.

## Vendite
Negli Stati Uniti il disco ha venduto circa otto milioni di copie (dieci volte disco di platino).

## Tracce
1. Ready to Run – 3:52 (Marcus Hummon, Martie Seidel)
2. If I Fall You're Going Down with Me – 3:05 (Matraca Berg, Annie Roboff)
3. Cowboy Take Me Away – 4:51 (Seidel, Hummon)
4. Cold Day in July – 5:12 (Richard Leigh)
5. Goodbye Earl – 4:19 (Dennis Linde)
6. Hello Mr. Heartache – 3:49 (Michael Henderson, John Hadley)
7. Don't Waste Your Heart – 2:49 (Emily Erwin, Natalie Maines)
8. Sin Wagon – 3:41 (Maines, Erwin, Stephony Smith)
9. Without You – 3:32 (Maines, Eric Silver)
10. Some Days You Gotta Dance – 2:30 (Troy Johnson, Marshall Morgan)
11. Hole in My Head – 3:22 (Jim Lauderdale, Buddy Miller)
12. Heartbreak Town – 3:53 (Darrell Scott)
13. Ain't No Thang but a Chickin' Wang – 0:06
14. Let Him Fly – 3:07 (Patty Griffin)

## Formazione
- Natalie Maines - voce
- Martie Seidel - violino, viola
- Emily Erwin - banjo, chitarra

## Classifiche

### Classifiche settimanali
| Classifica (1999) | Posizione massima |
| ----------------- | ----------------- |
| Stati Uniti       | 1                 |

### Classifiche di fine anno
| Classifica (1999) | Posizione |
| ----------------- | --------- |
| Stati Uniti       | 52        |
| Classifica (2000) | Posizione |
| Stati Uniti       | 11        |
| Classifica (2001) | Posizione |
| Stati Uniti       | 42        |